# Johanna Heymann
Hanna (Johanna) Heymann (Amsterdam, 25 november 1870 – Sobibór, 5 maart 1943) was een Nederlands pianiste.
Zij is dochter van Isaac Heymann, een voorzanger van Pruisische komaf en Rebecca Göttinger. Het gezin vestigde zich in 1856 in Amsterdam. Zussen Louise Heymann en Sophie Heymann waren bekende bekende zangeressen; broer Carl Heymann bekend pianist.
Ze kreeg haar muziekopleiding eerst van haar vader en vervolgens van Julius Röntgen en Eugene d'Albert en Heinrich Barth. In 1886 was ze te bewonderen in een concert in het Gebouw van den Werkenden Stand in Amsterdam in een concert van haar zuster Louise Heymann onder leiding van Frans Wedemeijer. De kritieken voor beiden waren lovend. In februari 1866 gaven ze een optreden in het Amstel Hotel, waarbij de Zweedse prinses Eugénie van Zweden aanwezig was. Daarna waren ze regelmatig te vinden in de zalen van het Concertgebouw (kamermuziek en solist) en het Paleis voor Volksvlijt. In 1893 volgde een concert met de voorloper van het Berliner Philharmoniker in Berlijn, 1895 gevolgd door optredens in Wenen; in 1896 Londen en even later Parijs. In 1902 was ze de pianist tijdens een concert van het Böhmische Streichquartett waarin Josef Suk speelde met op het programma het kwintet opus 44 van Robert Schumann. Ze woonde ook enige tijd in Londen, maar kwam in 1909 naar Amsterdam, waar vanuit ze lesgaf en bleef concerteren. Ze vertolkte veelvuldig het door haar broer geschreven Elfenspiel.
Ze zou vijf keer optreden als soliste met het Concertgebouworkest onder leiding van dirigenten Frans Coenen (pianoconcert nr. 2 van Felix Mendelssohn Bartholdy), Willem Kes, Willem Mengelberg (beiden met Pianoconcert nr. 2 van Frédéric Chopin) en Evert Cornelis (tweemaal Pianconcert nr. 2 van Ludwig van Beethoven). 
Haar laatste adres van waaruit ze samen met zus Sophie Engel-Heymann lesgaf was Sarphatistraat 80 (eerder woonden ze op nr. 133). Beiden werden door Nazi-Duitsland gedeporteerd en werden op 5 maart 1943 omgebracht in vernietigingskamp Sobibór. 